# August Meier-Böke
August Friedrich Heinrich Meier-Böke (* 17. Oktober 1901 in Langenholzhausen; † 31. Oktober 1956 in Detmold) war ein deutscher Lehrer und Heimatforscher im Raum Lippe.

## Leben
August Meier-Böke wurde am 17. Oktober 1901 als zweiter von vier Söhnen auf einem Bauernhof in Langenholzhausen geboren. 1921 machte er in Bielefeld sein Abitur. Von 1922 bis 1923 folgte eine Ausbildung am Lehrerseminar in Rinteln, die er mit der ersten Staatsprüfung als Lehrer beendete. Zwischen 1923 und 1925 studierte er zunächst in Darmstadt, dann in Göttingen, Hamburg und Münster verschiedene Fächer aus den natur- und geisteswissenschaftlichen Bereich; einen Abschluss machte er nicht. Ab 1924 begann er auch schriftstellerisch tätig zu werden. 1928 heiratet er seine Frau Emma, geborene Süvern. Die beiden bekamen fünf Kinder. 1927 begann er als Lehrer an der Rektorschule in Hohenhausen zu arbeiten. 1937 zog er mit seiner Familie nach Detmold. Hier war er zuerst Lehrer an der Knaben-, später dann an der Mädchenschule. 1939 promovierte er als Ur- und Frühgeschichtler. Zeitlebens hatte er immer wieder mit Krankheiten zu kämpfen. Meier-Böke verstarb mit nur 55 Jahren am 31. Oktober 1956 in Detmold.

## Heimatforscher
Neben seiner Arbeit als Lehrer war Meier-Böke ein leidenschaftlicher Heimatforscher.  Er beschäftigte sich mit den unterschiedlichsten Themen, die mit der Geschichte, dem Brauchtum und der Natur des Landes Lippe zu tun hatten. Über die Ergebnisse seiner Forschungen verfasste er mehrere Bücher und unzählige Artikel die unter anderem in Tageszeitungen und Volkskalendern veröffentlicht wurden.

## Werke (Auswahl)
- Wald und Wehrwolf.  Deutscher Wald e. V, Hamburg, um 1924
- Deutscher Wald und Deutscher Friedhof.  Deutscher Wald e. V, Hamburg, 1925
- Urgeschichte des deutschen Volkes. Verlag J. Beltz, Langensalza, 1936
- Die frühe Altsteinzeit an der Weser. Verlag Curt Kabitzsch, Leipzig, 1940 (Mannus-Bücherei; 67).
- Flora von Lippe. (Bearb. v. Franz Rodewald; Helmut Brinkmann), Sonderveröffentlichungen des naturwissenschaftlichen und historischen Vereins für das Land Lippe. Bd. 29, 1978
- Zick-Zack-Fahrt durch Lippe (1954–1958). Die Lippischen Dörfer.  Kurt Dröge (Hrsg.), Landesverband Lippe (verschiedene Ausgaben)
- Das landesherrliche Edikt gegen Fastnachtsmissbräuche von 1684. In: Mitteilungen aus der lippischen Geschichte und Landeskunde Nr. 18, 1949 Digitalisat
- Das Osterbrauchtum in Lippe. In: Mitteilungen aus der lippischen Geschichte und Landeskunde Nr. 20, 1951 Digitalisat
- Von Maitag bis Mittsommer. Lippische Volksbräuche zwischen Säen und Mähen. In: Mitteilungen aus der lippischen Geschichte und Landeskunde Nr. 22, 1953 Digitalisat
- Das Erntebrauchtum in Lippe. In: Mitteilungen aus der lippischen Geschichte und Landeskunde Nr. 23, 1954 Digitalisat
- Das Winterbrauchtum in Lippe. In: Mitteilungen aus der lippischen Geschichte und Landeskunde Nr. 24, 1955 Digitalisat
- Geburt, Kindheit und Jugendalter im lippischen Volksbrauch. In: Mitteilungen aus der lippischen Geschichte und Landeskunde Nr. 25, 1956 Digitalisat
- Liebe und Ehe im lippischen Volksbrauch. In: Lippische Mitteilungen aus Geschichte und Landeskunde Nr. 26, 1957 Digitalisat
- Krankheit und Tod im lippischen Volksbrauch. In: Lippische Mitteilungen aus Geschichte und Landeskunde Nr. 27, 1958 Digitalisat